# Evelyn Ashley
Anthony Evelyn Melbourne Ashley (24 juillet 1836 - 16 novembre 1907) est un avocat britannique et homme politique libéral. Il est secrétaire privé de Lord Palmerston et publie plus tard une biographie de lui. Après son entrée au Parlement en 1874, Ashley sert sous William Ewart Gladstone comme secrétaire parlementaire de la Chambre de commerce de 1880 à 1882 et comme sous-secrétaire d'État aux Colonies de 1882 à 1885. 

## Jeunesse et éducation
Ashley est le troisième enfant et le deuxième fils d'Anthony Ashley-Cooper (7e comte de Shaftesbury) et Lady Emily Cowper, fille aînée de Peter Cowper, 5e comte Cowper et sœur de William Cowper-Temple (1er baron Mount Temple). Il fait ses études au Harrow et au Trinity College de Cambridge . 
À la mort de William Cowper-Temple en 1888, il hérite d'un domaine de 10 000 acres sur la péninsule de Mullaghmore à Sligo, autour du château de Classiebawn. Il y passe une partie de chaque année. 

## Carrière juridique et politique
Ashley est secrétaire particulier de Lord Palmerston de 1858 à 1865 et travaille comme avocat sur le circuit d'Oxford de 1865 à 1874. Il siège comme député libéral pour Poole de 1874 à 1880 et pour l'île de Wight de 1880 à 1885 et sert sous William Ewart Gladstone comme secrétaire parlementaire du Board of Trade de 1880 à 1882 et comme sous- Secrétaire d'État aux Colonies de 1882 à 1885. Il est également commissaire ecclésiastique et successoral de 1880 à 1885 et Verderer de la New Forest. En 1891, il est admis au Conseil privé. 
Plus tard, il se présente pour le Parti unioniste libéral lors des élections partielles de Glasgow Bridgeton en 1887 et en 1888 Ayr Burghs. 

## Famille
Il épouse Sybella Charlotte Farquhar, fille de Walter Farquhar, 3e baronnet, le 28 juillet 1866. Ils ont deux enfants: 
- Wilfrid Ashley (1er baron Mount Temple) (13 septembre 1867-3 juillet 1939)
- Lillian Blanche Georgiana Ashley (27 juin 1875 - 14 septembre 1939), épouse Hercules Pakenham.

Après la mort de Sybella le 31 août 1886, il épouse Lady Alice Cole, fille de William Cole (3e comte d'Enniskillen) le 30 juin 1891. Ashley est décédé en novembre 1907, à l'âge de 71 ans. Lady Alice Ashley est décédée le 25 août 1931.